# Кровавый кулак 2
«Кровавый кулак 2» (англ. Bloodfist 2) — кинофильм.

## Сюжет
Чемпион по кикбоксингу Джейк Рэй считал, что его боевые дни прошли. Но однажды ему звонит старый друг с Дальнего Востока и приглашает приехать. Там Джейк попадает в руки сумасшедшего и ему приходится сражаться за свою жизнь.

## В ролях
- Дон «Дракон» Уилсон — Джейк Рэй
- Рина Рейес — Мариелла
- Джо Мари Авеллана — Су
- Роберт Мариус — Дитер
- Морис Смит — Винни Петрелло
- Тимоти Бейкер — Сол Тейлор
- Джеймс Уорринг — Джон Джонс
- Ричард Хилл — Бобби Роуз
- Стив Роджерс — Эрнест Сантана
- Мансур дель Росарио — Тобо Кастенерра

## Интересные факты
- Это второй и последний фильм серии, в котором Дон «Дракон» Уилсон сыграл одного и того же персонажа — Джейка Рэя.